# Palazzo Amaduri
Palazzo Amaduri è uno storico palazzo nobiliare situato nel centro di Gioiosa Ionica, in Calabria. Considerato uno degli edifici più significativi dal punto di vista architettonico e storico della città, rappresenta un esempio di architettura barocca calabrese.

## Storia
Costruito nel corso del XVIII secolo dalla famiglia Amaduri, una delle più influenti della zona, il palazzo è stato a lungo la residenza principale della famiglia stessa. Nel corso del tempo ha ospitato vari eventi storici e personalità di rilievo locale. Nel XX secolo è passato al Comune di Gioiosa Ionica, che ha avviato interventi di restauro per conservarne la struttura e valorizzarne gli spazi.

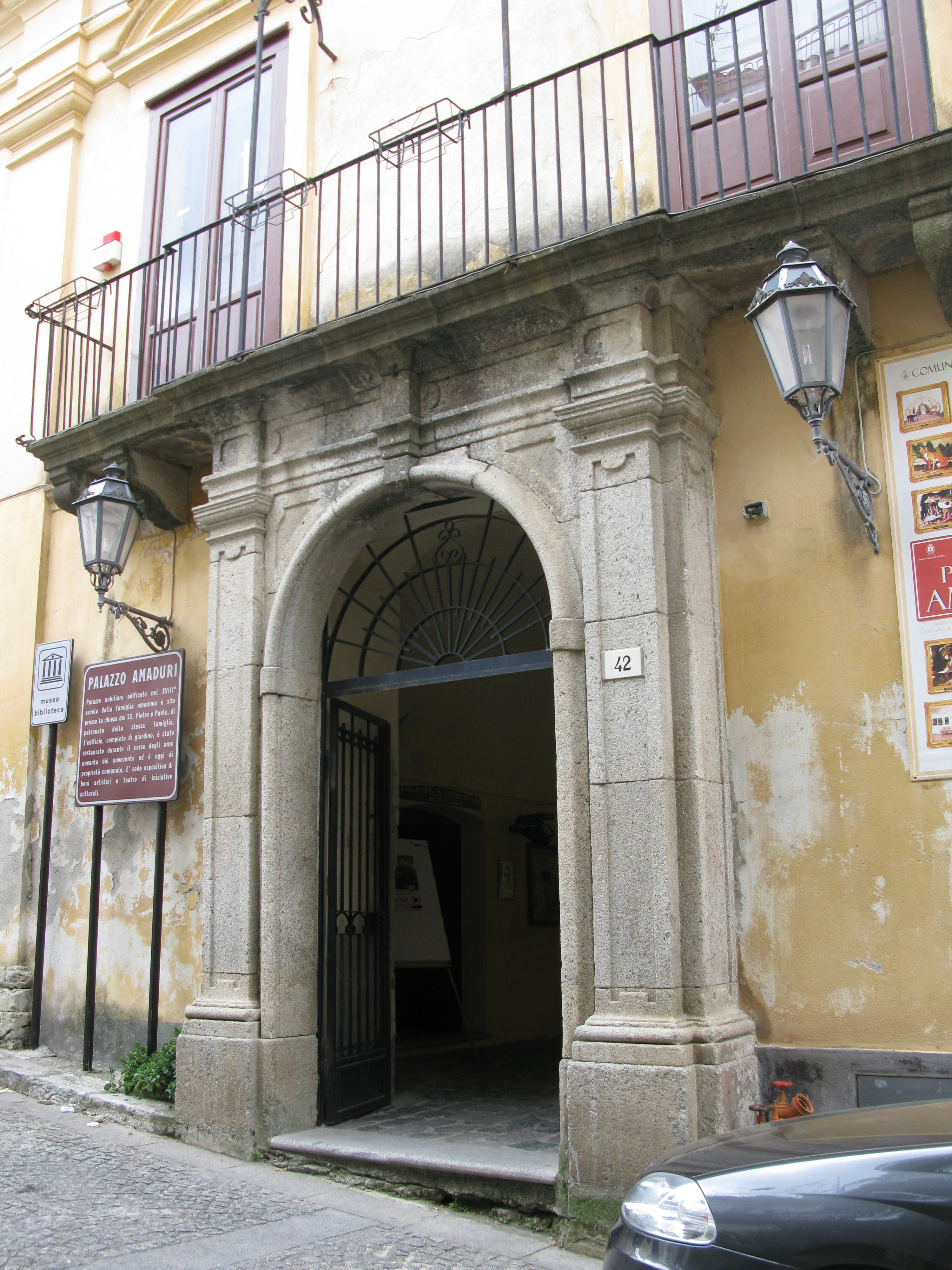
Portale di Palazzo Amaduri

## Architettura
Il palazzo si distingue per la sua imponente facciata barocca caratterizzata da portali in pietra scolpita, balconi con ringhiere in ferro battuto e decorazioni tipiche del periodo. All'interno presenta ambienti ampi e soffitti affrescati, nonché un cortile interno che conserva ancora oggi elementi architettonici originari.

## Utilizzo attuale
Oggi Palazzo Amaduri è sede di eventi culturali, mostre temporanee, conferenze e attività didattiche. Ospita anche un piccolo museo dedicato alla storia locale e alle tradizioni di Gioiosa Ionica.